# Ware Shoals
Ware Shoals è un comune degli Stati Uniti d'America, situato in Carolina del Sud, diviso nelle Contee di Greenwood, Abbeville e Laurens.